# Доктор Ху (7. сезона)
Седма сезона британске научнофантастичне телевизијске серије Доктор Ху је почела 3. јануара 1970. првом причом Џона Пертвија Напад из свемира (1. део), а завршила се епизодом Пакао (7. део). Ова сезона је прва направљена у боји и означила је почетак пет сезона Берија Летса као продуцента серије, али га је његов претходник Дерик Шервин, који је продуцирао уводну причу, описао као „суштински осмишљену“. У сезони почиње Докторово изгнанство на Земљу од стране Господара времена и његова везаност за ОЈУН као њиховог научног саветника.

## Улоге

### Главне
- Џон Пертви као Трећи Доктор
- Керолајн Џон као Лиз Шо
- Николас Кортни као Бригадир Летбриџ-Стјуарт

Џон Пертви се први пут појављује као Трећи Доктор, заменивши Патрика Траутона у тој улози. Керолајн Џон се први пут појављује као пратиља и асистенткиња Лиз Шо у епизоди Напад из свемира, а последњи у епизоди Пакао (7. део).
Николас Кортни се вратио као бригадир Летбриџ-Стјуарт и наставио је да се редовно појављује у до 13. сезона.

### Епизодне
- Џон Левен као Наредник Бентон (епизоде 16, 18−25)

Џон Левен се такође први пут појављује као наредник Бентон од епизоде Посланици смрти (5. део) и наставио је да се редовно појављује до 13. сезоне.

## Епизоде
Од ове сезоне програм се производи у боји. Бери Летс је такође преузео функцију продуцента, почевши од епизоде Доктор Ху и Силуријанци (1. део) када је Дерик Шервин отишао да копродуцира још једну серију ББЦ-а Пола Темпла. Број епизода у сезони је смањен да би се прилагодили новим производним методама: 6. сезона је имала 44 епизоде, а 7. има 25 епизода. Сезоне су наставиле да имају између 20 и 28 епизода до 22. сезоне. Након уводног четвороделног серијала, преостале епизоде су подељене у три серијала, сваки од седам епизода.
Постављање целе сезоне на Земљи био је избор Шервина који је представио војну организацију ОЈУН у свом ранијем серијалу Најезда (1968) који је написао и продуцирао Питер Брајант. Шервин је такође продуцирао последњу црно-бео серијал Ратне игре (1969) у ком су Господари времена осудили Другог Доктора и протерали га на Земљу у 20. веку. У серијалу Напад из свемира Доктор постаје, упркос свом првобитном оклевању, научни саветник ОЈУН-а на редовној основи што ће се наставити у прве две сезоне Тома Бејкера као Четвртог Доктора. Према Шервину у његовом ДВД коментару за Напад из свемира, ББЦ је размишљао о замени Доктора Хуа новом серијом Кватермас, али је то пропало јер Најџела Нила то није занимало, нити писања за Доктора Хуа када му се Шервин обратио поводом тога. План је, међутим, утицао на земаљски стил програма при чему је Кватермас наведен као утицај на 7. сезону.
Напад из свемира је требало да буде произведен идентично претходним серијалима и другим серијалима у сезони са мешавином локацијског материјала снимљеног на 16мм траци и студијског материјала на видео траци. Због индустријске акције студијских техничара на ББЦ-у, планиране студијске сесије снимања су отказане, а уместо тога све четири епизоде су снимане ван студија на 16мм филму.
| Бр. еп. (укупно) | Бр. еп. (у сезони) | Наслов                             | Редитељ        | Сценариста     | Премијера         | Гледаност у Британији (милиони) |
| --- | ------------------ | ---------------------------------- | -------------- | -------------- | ----------------- | ------------------------------- |
| 254 | 1                  | "Напад из свемира (1. део)"        | Дерек Мартинус | Роберт Холмс   | 3. јануар 1970.   | 8.40                            |
| Како новорегенерисани Доктор стиже на Земљу, тако стижу и Нестене. |                    |                                    |                |                |                   |                                 |
| 255 | 2                  | "Напад из свемира (2. део)"        | Дерек Мартинус | Роберт Холмс   | 10. јануар 1970.  | 8.10                            |
| Покушаји ОЈУН-а да пронађе метеорите ометају тајанствени пластични Отонци које је конструисао Ченинг у оближњој фабрици док Доктор поново покушава да побегне из болнице.              |                    |                                    |                |                |                   |                                 |
| 256 | 3                  | "Напад из свемира (3. део)"        | Дерек Мартинус | Роберт Холмс   | 17. јануар 1970.  | 8.30                            |
| Ренсом успева да побегне из фабрике пластике и алармира ОЈУН што је навело Доктора и бригадира да започну истрагу.                                                                     |                    |                                    |                |                |                   |                                 |
| 257 | 4                  | "Напад из свемира (4. део)"        | Дерек Мартинус | Роберт Холмс   | 24. јануар 1970.  | 8.10                            |
| Пошто је истрага ОЈУН-а блокирана репликом Скобија, Доктор и Лиз посећују музеј "Мадам Тусо" како би покушали да сазнају више док се Ченинг припрема да активира Отонце.               |                    |                                    |                |                |                   |                                 |
| 258 | 5                  | "Доктор Ху и Силуријанци (1. део)" | Тимоти Комб    | Малколм Хулк   | 31. јануар 1970.  | 8.80                            |
| Доктора и Лиз бригадир позива у истраживачки центар Венли Мур пошто је неколико чланова особља доживело живчане сломове.                                                               |                    |                                    |                |                |                   |                                 |
| 259 | 6                  | "Доктор Ху и Силуријанци (2. део)" | Тимоти Комб    | Малколм Хулк   | 7. фебруар 1970.  | 7.30                            |
| Доктор покушава да убеди људе да у пећинама постоје чудовишта што је навело мајора Бејкера да почне да пуца на човека рептила.                                                         |                    |                                    |                |                |                   |                                 |
| 260 | 7                  | "Доктор Ху и Силуријанци (3. део)" | Тимоти Комб    | Малколм Хулк   | 14. фебруар 1970. | 7.50                            |
| Силуријанци контактирају Квина за помоћ у проналажењу свог друга док Доктор и бригадир организују претрагу по мочварама.                                                               |                    |                                    |                |                |                   |                                 |
| 261 | 8                  | "Доктор Ху и Силуријанци (4. део)" | Тимоти Комб    | Малколм Хулк   | 21. фебруар 1970. | 8.20                            |
| Пошто је Квин мртав, бригадир одлучује да одведе наоружану скупину у пећине што је навело Доктора да сам контактира Силуријанце.                                                       |                    |                                    |                |                |                   |                                 |
| 262 | 9                  | "Доктор Ху и Силуријанци (5. део)" | Тимоти Комб    | Малколм Хулк   | 28. фебруар 1970. | 7.50                            |
| Забринут због све већег пријатељства Старог Силуријанца са Доктором, Млади Силуријанац је навео научника да зарази Бејкера вирусом, а затим га пусти.                                  |                    |                                    |                |                |                   |                                 |
| 263 | 10                 | "Доктор Ху и Силуријанци (6. део)" | Тимоти Комб    | Малколм Хулк   | 7. март 1970.     | 7.20                            |
| Док Доктор и Лиз покушавају да пронађу лек за вирус који шири Бејкер, Млади Силуријанац убија Старог Силуријанца и преузима контролу над његовим људима.                               |                    |                                    |                |                |                   |                                 |
| 264 | 11                 | "Доктор Ху и Силуријанци (7. део)" | Тимоти Комб    | Малколм Хулк   | 14. март 1970.    | 7.50                            |
| Док Лиз дистрибуира лек за вирус, Доктор открива да Силуријанци сада планирају да збришу човечанство уништавањем Ван Аленовог појаса.                                                  |                    |                                    |                |                |                   |                                 |
| 265 | 12                 | "Посланици смрти (1. део)"         | Мајкл Фергусон | Дејвид Витакер | 21. март 1970.    | 7.10                            |
| Док бригадир истражује губитак контакта са Марс сондом 7, Доктор схвата да су сигнали који долазе из сонде ванземаљског порекла.                                                       |                    |                                    |                |                |                   |                                 |
| 266 | 13                 | "Посланици смрти (2. део)"         | Мајкл Фергусон | Дејвид Витакер | 28. март 1970.    | 7.60                            |
| ОЈУН преузима враћени Опоравак 7, али га тада Карингтон отима док Доктор и Лиз покушавају да декодирају сигнал који је он послао.                                                      |                    |                                    |                |                |                   |                                 |
| 267 | 14                 | "Посланици смрти (3. део)"         | Мајкл Фергусон | Дејвид Витакер | 4. април 1970.    | 8.00                            |
| Карингтон држи космонауте на тајном месту, али када тамо одведе доктора, Лиз и бригадира откривају да су отети.                                                                        |                    |                                    |                |                |                   |                                 |
| 268 | 15                 | "Посланици смрти (4. део)"         | Мајкл Фергусон | Дејвид Витакер | 11. април 1970.   | 9.30                            |
| Лиз су ухватили Риганови људи и Доктор почиње да сумња да је Талталијан више умешан него што се чинило.                                                                                |                    |                                    |                |                |                   |                                 |
| 269 | 16                 | "Посланици смрти (5. део)"         | Мајкл Фергусон | Дејвид Витакер | 18. април 1970.   | 7.10                            |
| Доктор одлучује да врати Опоравак 7 у свемир како би потражио нестале космонауте, али Реган минира лансирање.                                                                          |                    |                                    |                |                |                   |                                 |
| 270 | 17                 | "Посланици смрти (6. део)"         | Мајкл Фергусон | Дејвид Витакер | 25. април 1970.   | 6.90                            |
| Доктор разговара са капетаном ванземаљаца и сазнаје да су космонаути послати на Земљу били амбасадори. Међутим, пре него што успе да упозори власти, Реган га отима.                   |                    |                                    |                |                |                   |                                 |
| 271 | 18                 | "Посланици смрти (7. део)"         | Мајкл Фергусон | Дејвид Витакер | 2. мај 1970.      | 6.40                            |
| Карингтон планира да разоткрије ванземаљце на телевизији уживо и позове на међупланетарни рат, а бригадир мора да спасе Доктора и Лиз на време да га заустави.                         |                    |                                    |                |                |                   |                                 |
| 272 | 19                 | "Пакао (1. део)"                   | Даглас Камфилд | Дон Хјутон     | 9. мај 1970.      | 5.70                            |
| Доктор и ОЈУН истражују чудна дешавања у строго тајном владином пројекту бушења на чијем је челу помпезни професор Сталман.                                                            |                    |                                    |                |                |                   |                                 |
| 273 | 20                 | "Пакао (2. део)"                   | Даглас Камфилд | Дон Хјутон     | 16. мај 1970.     | 5.90                            |
| Доктор почиње да сумња да ће продор у земљину кору створити још Приморда, али Сталман минира рачунар како би га спречио да то докаже.                                                  |                    |                                    |                |                |                   |                                 |
| 274 | 21                 | "Пакао (3. део)"                   | Даглас Камфилд | Дон Хјутон     | 23. мај 1970.     | 4.80                            |
| Доктор се налази у паралелном универзуму где је Британија диктатура, а пројекат радни логор "Пакао" за робове под надзором колега његових пријатеља.                                   |                    |                                    |                |                |                   |                                 |
| 275 | 22                 | "Пакао (4. део)"                   | Даглас Камфилд | Дон Хјутон     | 30. мај 1970.     | 6.00                            |
| Доктор покушава да убеди алтернативно особље "Пакла" да ће продор у земљину кору изазвати катастрофу, али уместо тога бива затворен са зараженим Бромлијем.                            |                    |                                    |                |                |                   |                                 |
| 276 | 23                 | "Пакао (5. део)"                   | Даглас Камфилд | Дон Хјутон     | 6. јун 1970.      | 5.40                            |
| Земљина кора је продрла и док Доктор и Грег покушавају да обуздају катастрофу, Доктор почиње да схвата да је планета прешла тачку без повратка.                                        |                    |                                    |                |                |                   |                                 |
| 277 | 24                 | "Пакао (6. део)"                   | Даглас Камфилд | Дон Хјутон     | 13. јун 1970.     | 6.70                            |
| Пошто је паралелна земља осуђена на пропаст, Доктор тражи од колега својих пријатеља да му помогну да се врати у свој свет, али вођа бригаде види ТАРДИС само као средство за бекство. |                    |                                    |                |                |                   |                                 |
| 278 | 25                 | "Пакао (7. део)"                   | Даглас Камфилд | Дон Хјутон     | 20. јун 1970.     | 5.50                            |
| Доктор се вратио у свој универзум и мора зауставити Сталмана пре него што његова земља доживи исту судбину као и паралелна.                                                            |                    |                                    |                |                |                   |                                 |